# Oegstgeest

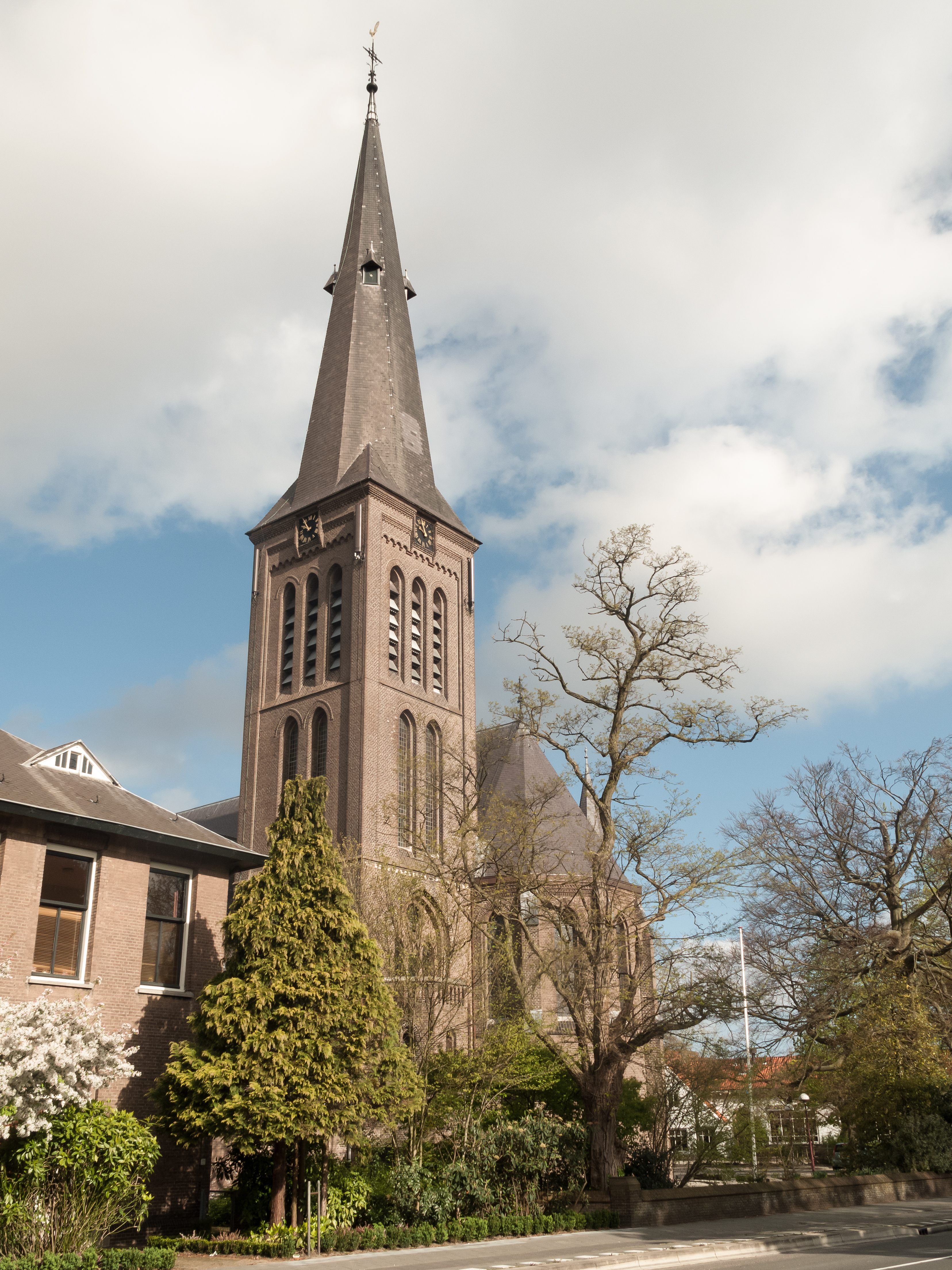
Oegstgeest, das Pfarrhaus

Oegstgeest (anhörenⓘ) ist eine Gemeinde in den westlichen Niederlanden in der Provinz Südholland. Sie besteht aus dem Dorf gleichen Namens und hat 26.054 Einwohner (Stand 1. Januar 2025) und bedeckt eine Fläche von 7,97 km², davon 0,68 km² Wasser. Oegstgeest ist ein Vorort von Leiden, der vom Bahnhof dieser Stadt nordwestwärts in 25 Minuten zu Fuß erreicht werden kann.
Der Ort ist bekannt für eine große psychiatrische Heilanstalt.

## Politik

### Sitzverteilung im Gemeinderat
In Oegstgeest setzt sich der Gemeinderat folgendermaßen zusammen:
| Partei                     | Sitze | Sitze | Sitze | Sitze | Sitze | Sitze | Sitze | Sitze | Sitze | Sitze | Sitze |
| Partei                     | 1982  | 1986  | 1990  | 1994  | 1998  | 2002  | 2006  | 2010  | 2014  | 2018  | 2022  |
| -------------------------- | ----- | ----- | ----- | ----- | ----- | ----- | ----- | ----- | ----- | ----- | ----- |
| Progressief Oegstgeest a b | –     | –     | –     | 3     | 4     | 5     | 6     | 6     | 3     | 4     | 5     |
| D66 b                      | 1     | 2     | 3     | 2     | 1     | –     | –     | –     | 4     | 3     | 5     |
| VVD                        | 7     | 6     | 5     | 3     | 5     | 4     | 5     | 5     | 4     | 5     | 4     |
| Hart voor Oegstgeest c     | –     | –     | –     | 7     | 6     | 6     | 5     | 6     | 3     | 2     | 4     |
| CDA                        | 5     | 5     | 5     | 2     | 3     | 4     | 3     | 2     | 3     | 4     | 2     |
| BVNL                       | –     | –     | –     | –     | –     | –     | –     | –     | –     | –     | 1     |
| Lokaal Oegstgeest          | –     | –     | –     | –     | –     | –     | –     | –     | 2     | 1     | 0     |
| LP                         | –     | –     | –     | –     | –     | –     | –     | –     | 0     | –     | –     |
| PvdA a                     | 3     | 3     | 2     | –     | –     | –     | –     | –     | –     | –     | –     |
| GroenLinks a               | –     | –     | 2     | –     | –     | –     | –     | –     | –     | –     | –     |
| PPR                        | 1     | 1     | –     | –     | –     | –     | –     | –     | –     | –     | –     |
| Gesamt                     | 17    | 17    | 17    | 17    | 19    | 19    | 19    | 19    | 19    | 19    | 21    |

Anmerkungen

### Bürgermeister
Seit dem 15. Februar 2016 ist Emile Jaensch (VVD) amtierender Bürgermeister der Gemeinde. Zu seinem Kollegium zählen die Beigeordneten Jos Roeffen (Hart voor Oegstgeest), Jan Nieuwenhuis (CDA) sowie der Gemeindesekretär Harro Leegstra.

## Sehenswürdigkeiten

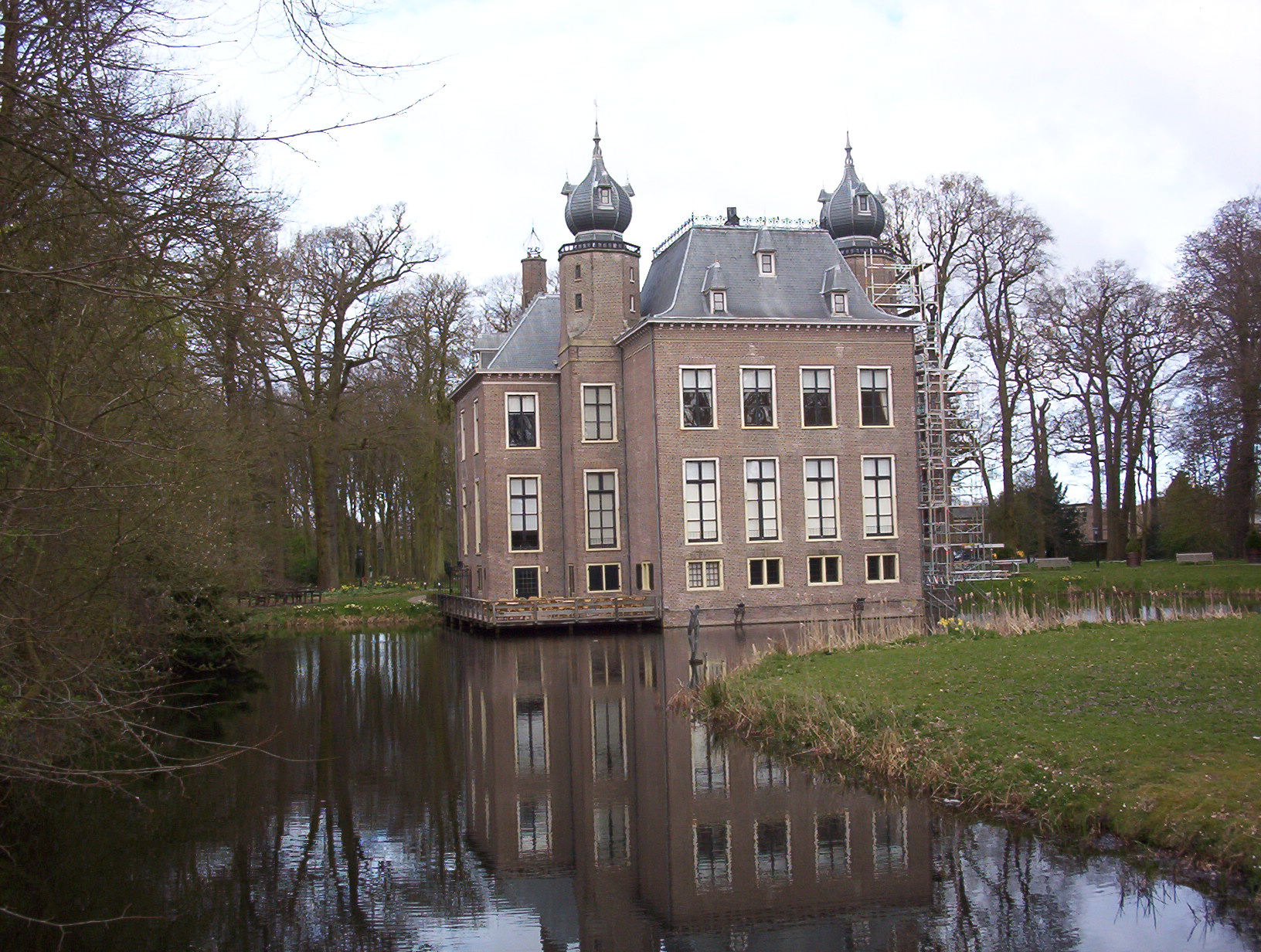
Oud Poelgeest

Oud Poelgeest, Landsitz von Herman Boerhaave, welchen er 1724 erwarb.

## Persönlichkeiten

### Töchter und Söhne
- Jan Wolkers (1925–2007), Schriftsteller
- Jan Kalsbeek (* 1949), Erbauer historischer Tasteninstrumente
- H. M. van den Brink  (* 1956), Journalist und Schriftsteller
- Theo Maassen (* 1966), Kabarettist und Schauspieler
- Diederik Stapel (* 1966), Sozialpsychologe
- Sem Veeger (* 1991), Schauspielerin
- Daan Olivier (* 1992), Radsportler
- Hugo Wentges (* 2002), Fußballspieler
- Marente Sijbesma (* 2004), Tennisspielerin

### Andere Persönlichkeiten
- Jan van Gilse (1881–1944), Komponist und Dirigent, starb in Oegstgeest
- Johannes Mitterreither (1733–1800), österr. Orgelbauer, wurde in Oegstgeest beerdigt
- Cornelius Ludovicus Baron de Wijkerslooth, Herr von Schalkwijk en Weerdesteyn (auch: Van Wijkerslooth) (1786–1851), katholischer Priester und Theologe sowie Titularbischof von Curium
- Daniel Wyttenbach (1746–1820), Leidener Philologe, lebte und starb hier, ebenso seine Ehefrau, die Schriftstellerin Daniel Jeanne Wyttenbach geb. Gallien (1773–1830)